# Tskurguili (Sujumi)
Tskurguili (en georgiano: წყურგილი) o Adzijiaga (en abjasio: Аӡыхьага, romanizado: Adzyjiaga) es una aldea que pertenece a la parcialmente reconocida República de Abjasia, parte del distrito de Sujumi, aunque de iure pertenece al municipio de Sojumi de la República Autónoma de Abjasia de Georgia.

## Toponimia
Hasta 1948, la aldea se llamó Semendli (en georgiano: სემენდლი).

## Geografía
Tskurguili se encuentra en las estribaciones de las montañas de Abjasia. La aldea se administra desde el pueblo de Guma.   

## Demografía
La evolución demográfica de Tskurguili entre 1959 y 1989 fue la siguiente:
| 62                                                  | 0 |
| (Fuente: Population of Abkhazia since Soviet times) |   |

Antes de la guerra de Abjasia, la mayoría de la población local eran armenios.